# جیووانی اسکیلاچی

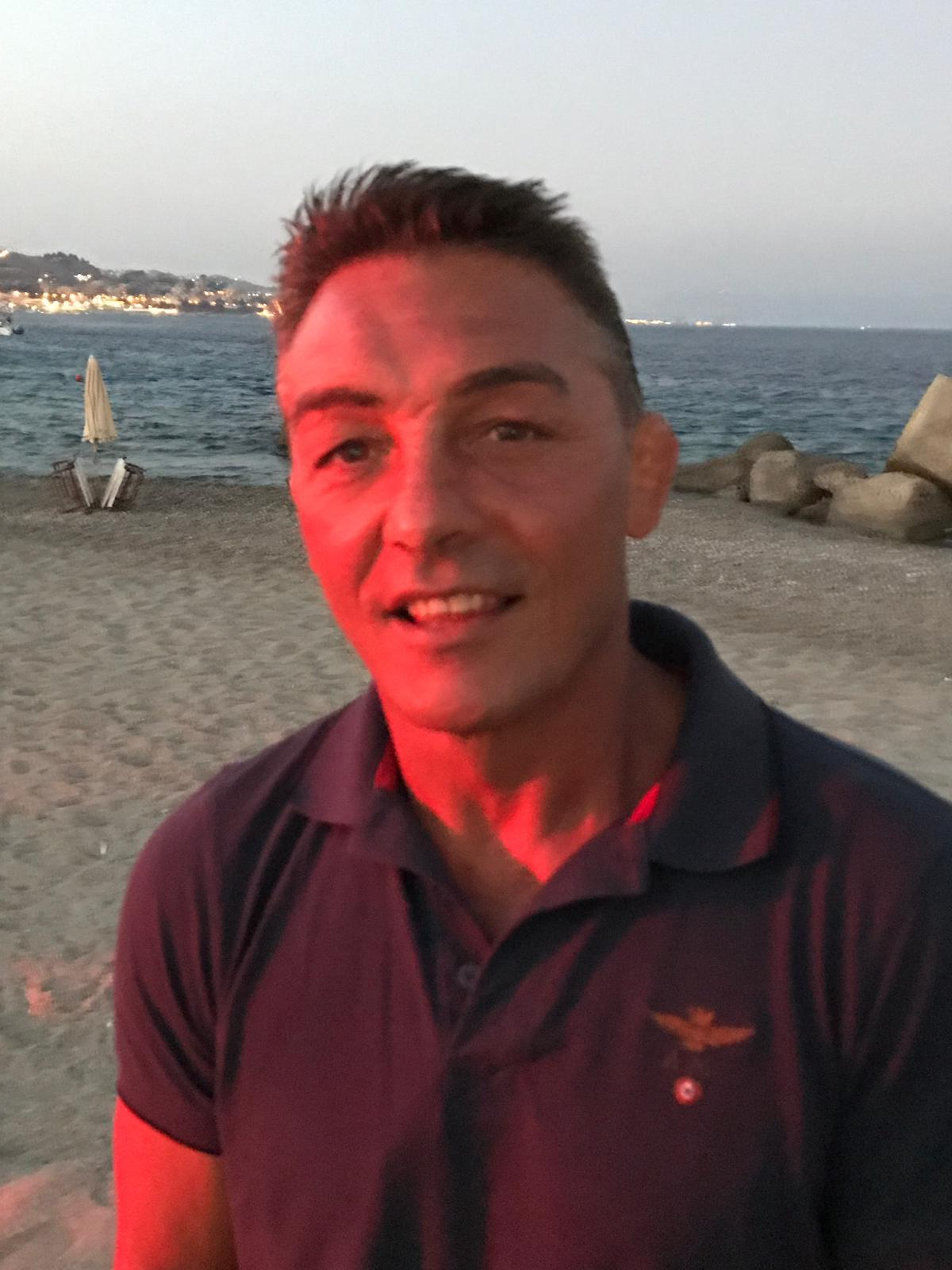
جیووانی اسکیلاچی در سال ۲۰۱۹

جیووانی اسکیلاچی (به ایتالیایی: Giovanni Schillaci) (زاده ۳ نوامبر ۱۹۶۷) کشتی گیر کشور ایتالیا است.